# Days with My Stepsister
Days with My Stepsister (яп. 義妹生活, Gimai Seikatsu, укр. «Життя зі зведеною сестрою») — японський мультимедійний проєкт, створений Гостом Мікавою. Він розпочався з YouTube-каналу, створеного у квітні 2020 року, а перше відео було завантажене 1 травня 2020 року.
Ранобе написав Гост Мікава, а проілюстрував Хітен. Серію почали публікувати під імпринтом MF Bunko J видавництва Media Factory у січні 2021 року. Манґа-адаптація Юміки Канаде почала виходити онлайн у Shōnen Ace Plus видавництва Kadokawa Shoten у липні 2021 року. Аніме-серіал, створений Studio Deen, транслювався з липня по вересень 2024 року.

## Сюжет
Після повторного шлюбу батька Юта Асамура отримує нову зведену сестру — Сакі Аясе, яка, до того ж, є найпопулярнішою дівчиною у його класі — і тепер вони живуть разом. Вони виросли, бачачи складнощі у стосунках між чоловіками й жінками на прикладі своїх батьків, які пережили болісні розлучення. Аби уникнути конфліктів у новій сім'ї, Юта та Сакі обіцяють зберігати розумну дистанцію — не бути надто близькими, але й не ворогувати.
Сакі, яка завжди прагнула родинної теплоти й самотужки працювала заради сім'ї, не вміє покладатися на інших. Юта ж розгублений і не знає, як правильно налагодити стосунки із Сакі як її старший брат. Відчуваючи певну схожість, вони поступово звикають до спільного життя. Та те, що починалося як обережне співіснування, з часом переростає у щось глибше. Це захоплення, родинна прив'язаність чи… щось більше?

## Персонажі
Юта Асамура (яп. 浅村 悠太, Asamura Yūta)
Сейю: Кохей Амасакі
Головний герой серії Days with My Stepsister. Зведений брат Сакі, учень другого курсу старшої школи. Працює неповний робочий день у книжковому магазині. Спочатку їхні стосунки із Сакі були відстороненими, але після спільного походу в басейн він починає відчувати до неї почуття.
Сакі Аясе (яп. 綾瀬 沙季, Ayase Saki)
Сейю: Юкі Накашима
Головна героїня серії. Зведена сестра Юти, учениця другого курсу старшої школи. Має зовнішність ґяру. Пізніше починає працювати у тому ж книжковому магазині, що й Юта. Спочатку їхні стосунки були відстороненими, але вона починає відчувати до нього почуття після того, як він відмовився від її пропозиції зайнятися сексом і відкрито поговорив про їхні сімейні проблеми.
Томоказу Мару (яп. 丸友 和, Maru Tomokazu)
Сейю: Даікі Хамано
Друг Юти у школі, член бейсбольної команди та отаку.
Маая Нарасака (яп. 奈良坂 真綾, Narasaka Maaya)
Сейю: Аю Сузукі
Подруга Сакі у школі. Завжди життєрадісна та надмірно допитлива. Вона почала більше спілкуватися із Сакі, бо не могла дивитися, як та залишається ізольованою і згодом стала її подругою.
Шіорі Йоміурі (яп. 読売 栞, Yomiuri Shiori)
Сейю: Сузукі Мінорі
Студентка університету, яка працює старшою колегою Юти у книжковому магазині.
Тайчі Асамура (яп. 浅村 太一, Asamura Taichi)
Сейю: Кохей Амасакі (озвучка коміксу), Чікахіро Кобаяші (Аніме)
Батько Юти та новий вітчим Сакі. Після розлучення з колишньою дружиною з різних причин одружився з Акіко. Має гарні стосунки як із сином, так і з новою донькою.
Акіко Аясе (яп. 綾瀬 亜季子, Ayase Akiko)
Сейю: Еріко Хара (озвучка коміксу), Рейна Уеда (Аніме)
Мати Сакі та нова мачуха Юти. Після розлучення з колишнім чоловіком невпинно працювала, щоб забезпечити доньку, аж поки не одружилася з Тайчі. У шкільні роки була ґяру.
Кахо Фуджінамі (яп. 藤波 夏帆, Fujinami Kaho)
Сейю: Ацумі Танезакі
Кейсуке Шіндзьо (яп. 新庄 圭介, Shinjō Keisuke)
Сейю: Рьохей Арай
Ейха Кудо (яп. 工藤 英葉, Kudō Eiha)
Сейю: Міе Сонозакі

## Медіа

### YouTube канал
Під час написання кількох творів автор Гост Мікава дізнався про читача, який висловив побажання «глибше розкрити повсякденне життя персонажів». Зацікавившись можливістю створити незвичну історію, він вирішив написати розповідь про стосунки зведених братів і сестер.
Щодо створення відео, Мікава є автором оригінального сюжету Days with My Stepsister, але сценарій пишуть кілька різних авторів. За словами Мікави, стиль кожного сценариста відчутний у тексті, тому їхні роботи зазвичай приймаються без значних змін.
Усі відео на YouTube-каналі мають субтитри англійською, китайською іспанською та в'єтнамською мовами.

### Ранобе
Серія ранобе написана Гостом Мікавою та ілюстрована Хітен. Видається Media Factory під імпринтом MF Bunko J. Перший том вийшов 25 січня 2021 року, а станом на 25 жовтня 2024 року опубліковано тринацять томів. 
На Sakura-Con 2023 видавництво Yen Press оголосило про отримання ліцензії на англомовний випуск серії.
| №  | Дата виходу     | ISBN                   |
| -- | --------------- | ---------------------- |
| 1  | 25 січня 2021   | ISBN 978-4-04-064726-5 |
| 2  | 25 березня 2021 | ISBN 978-4-04-680326-9 |
| 3  | 21 липня 2021   | ISBN 978-4-04-680607-9 |
| 4  | 24 грудня, 2021 | ISBN 978-4-04-681001-4 |
| 5  | 25 квітня 2022  | ISBN 978-4-04-681361-9 |
| 6  | 25 серпня 2022  | ISBN 978-4-04-681656-6 |
| 7  | 23 грудня 2022  | ISBN 978-4-04-682033-4 |
| 8  | 25 квітня 2023  | ISBN 978-4-04-682404-2 |
| 9  | 25 серпня 2023  | ISBN 978-4-04-682764-7 |
| 10 | 25 січня 2024   | ISBN 978-4-04-683233-7 |
| 11 | 25 липня 2024   | ISBN 978-4-04-683793-6 |
| 12 | 25 жовтня 2024  | ISBN 978-4-04-684229-9 |
| 13 | 25 лютого 2025  | ISBN 978-4-04-684554-2 |

### Манґа
Манґа-адаптація з ілюстраціями Юміки Канаде почала виходити в онлайн-сервісі Shōnen Ace Plus видавництва Kadokawa Shoten 16 липня 2021 року.
На Anime NYC 2023 видавництво Yen Press оголосило про отримання ліцензії на англомовний випуск манґи.
| № | Дата виходу     | ISBN                   |
| - | --------------- | ---------------------- |
| 1 | 26 квітня 2022  | ISBN 978-4-04-112284-6 |
| 2 | 26 грудня 2022  | ISBN 978-4-04-113171-8 |
| 3 | 26 вересня 2023 | ISBN 978-4-04-113914-1 |
| 4 | 25 червня 2024  | ISBN 978-4-04-115047-4 |

### Аніме
У липні 2022 року під час заходу «Natsu no Gakuensai 2022» від MF Bunko J було анонсовано телевізійну аніме-адаптацію. Актори озвучення з YouTube-каналу повернулися до своїх ролей. Аніме створене Studio Deen, режисером виступив Сота Уено, сценарії написав Міцутака Хірота, дизайн персонажів розробив Манабу Нії, а музику склав Citoca. Серіал транслювався з 4 липня по 19 вересня 2024 року на AT-X та інших каналах. Crunchyroll здійснював світову трансляцію, за винятком Східної Азії. Початкова пісня «Tenshi-tachi no Uta» (яп. 天使たちの歌, Song of the Angels)  у виконанні fhána, а кінцевою піснею є «Suisō no Buranko» (яп. 水槽のブランコ, Aquarium Swing)  у виконанні Кітрі.

#### Список серій
| № серії | Назва серії                                                                                        | Режисер(и)                               | Сценарист(и)    | Режисер(и) анімації | Оригінальна дата показу |
| ------- | -------------------------------------------------------------------------------------------------- | ---------------------------------------- | --------------- | ------------------- | ----------------------- |
| 1       | «Я вдома з незнайомцем» Транслітерація: «Tanin to Tadaima» (яп. 他人とただいま)                    | Даеі Андо, Мізукі Кобаяші і Наокі Мурата | Міцутака Хірота | Сота Уено           | 4 липня 2024            |
| 2       | «Угода і яєчня» Транслітерація: «Torihiki to Medama Yaki» (яп. 取引と目玉焼き)                     | Шун Накадзіма                            | Міцутака Хірота | Хіроюкі Фукусіма    | 11 липня 2024           |
| 3       | «Рефлексія та доопрацювання» Транслітерація: «Hansha to Shūsei» (яп. 反射と修正)                   | Сота Уено, Таро Кубо і Наокі Мурата      | Міцутака Хірота | Сота Уено           | 18 липня 2024           |
| 4       | «Тенденції та стратегії» Транслітерація: «Keikō to Taisaku» (яп. 傾向と対策)                       | Даеі Андо, Шун Накадзіма і Наокі Мурата  | Хана Ямада      | Даеі Андо           | 25 липня 2024           |
| 5       | «Пізнє шоу та реальні справи» Транслітерація: «Reitoshō to Nayatsu» (яп. レイトショーとガチなやつ) | Мізукі Кобаяші                           | Мегумі Сасано   | Мізукі Кобаяші      | 1 серпня 2024           |
| 6       | «Кисло-солодка свинина та дощ» Транслітерація: «Subuta to Ame» (яп. 酢豚と雨)                      | Шінтаро Іто                              | Хана Ямада      | Сота Уено           | 8 серпня 2024           |
| 7       | «Почуття та літні канікули» Транслітерація: «Kanjō to Natsuyasumi» (яп. 感情と夏休み)              | Сота Уено і Таро Кубо                    | Міцутака Хірота | Хіроюкі Фукусіма    | 15 серпня 2024          |
| 8       | «Відповідь та гаряче молоко» Транслітерація: «Henji to Hotto Miruku» (яп. 返事とホットミルク)      | Хамана Такаюкі                           | Мегумі Сасано   | Мізукі Кобаяші      | 22 серпня 2024          |
| 9       | «Зведена сестра і щоденник» Транслітерація: «Gimai to NikkI» (яп. 義妹と日記)                      | Сота Уено і Мізукі Кобаяші               | Міцутака Хірота | Сота Уено           | 29 серпня 2024          |
| 10      | «Стосунки та жалі» Транслітерація: «En to Miren» (яп. 縁と未練)                                    | Шун Накадзіма                            | Хана Ямада      | Шун Накадзіма       | 5 вересня 2024          |
| 11      | «Брат і сестра» Транслітерація: «Nii to Imōto» (яп. 兄と妹)                                        | Шінтаро Іто і Даеі Андо                  | Міцутака Хірота | Хіроюкі Фукусіма    | 12 вересня 2024         |
| 12      | « і » Транслітерація: « to » (яп. と )                                                             | Сота Уено, Мізукі Кобаяші і Шінтаро Іто  | Міцутака Хірота | Сота Уено           | 19 вересня 2024         |

## Сприйняття
У виданні Kono Light Novel ga Sugoi! за 2022 рік, щорічного путівника ранобе від Takarajimasha, серія посіла 7-е місце в категорії bunkobon і 3-є місце в категорії нових творів. 
Станом на січень 2024 року серія мала понад 600 000 копій у обігу.